# 七つの悲しみの多翼祭壇画
『七つの悲しみの多翼祭壇画』（ななつのかなしみのたよくさいだんが、独: Die Sieben Schmerzen der Maria、英:  Seven Sorrows Polyptich）は、アルブレヒト・デューラーによる板上の油彩画である。本来、多翼祭壇画であった作品は16世紀に解体され、中央のパネル 『悲しみの聖母』（108 x 43 cm）は、現在、ミュンヘンのアルテ・ピナコテークに所蔵されている。また、『悲しみの聖母』の周囲にあった7点のパネル（各々、約60 x 46 cm）は、ドレスデンのアルテ・マイスター絵画館に展示されている。

## 主題
「聖母の七つの悲しみ」というのは、「悲しみの聖母」 (胸に突き刺さる剣がその悲しみを表す) を中心に、イエス・キリストの生涯の中から、聖母マリアを悲しませた7つの出来事、すなわち、本作品では左上の『割礼』から反時計回りに、『エジプトへの逃避』、『博士たちの間のキリスト』、『十字架を担うキリスト』、『十字架に付けられるキリスト』、『磔刑』、『キリストの哀悼』にいたる出来事を表す北方の伝統的図像である。しばしば、「聖母の七つの喜び」とともに描かれたが、本作の場合も、エアランゲン大学図書館にあるクラナッハ工房の模写素描があることから、本来は「聖母の7つの喜び」を描いた作品と対をなしていたと思われる。

## 解説
この祭壇画は、1496年4月にザクセン選帝侯フリードリヒ3世 (フリードリヒ賢公) がニュルンベルクでデューラーと会ってから間もなく、おそらくフリードリヒ賢公によりヴィッテンベルクにあった公の宮殿内の教会のために依頼された。制作年に関しては、フリードリヒ賢公からの画家への注文がニュルンベルク訪問より遡らないとすれば、多くの複雑な場面からなるこの大作が当時の制作方法で1496年に完成したことは考えられない。中央パネルの『悲しみの聖母』の完成度の高さ、周辺パネルの練り上げられた巧みな構図などの様式的特質は、実際の制作が1498年頃であることを示唆している。
現代の美術史家は、中央パネルだけをデューラーに帰属させる傾向があり、周辺の7点のパネルはデューラーの素描に基づき、弟子によって制作されたものだとしている。『悲しみの聖母』を描いた中央パネルは、19世紀初頭にミュンヘンのベネディクトボイレン修道院から当時のバイエルン美術館に収蔵され、1930年代に修復された。後世の補筆が削除されると、右側の貝殻の形をした壁龕（イタリア・ルネサンス美術の典型的なモチーフで、アルプス以北の北方美術では最初期の例の1つ）、光輪と剣（「七つの悲しみの聖母」の象徴）が見つかり、作品の主題が明確になった。
7点の周辺パネルは、ヴィッテンベルクのフリードリヒ賢公の宮殿にあったが、1640年に7点はザクセン王子の美術室に移された。 20世紀半ばに修復され、保存状態は改善されたが、帰属は明確にならなかった。

## 7点の周辺パネル

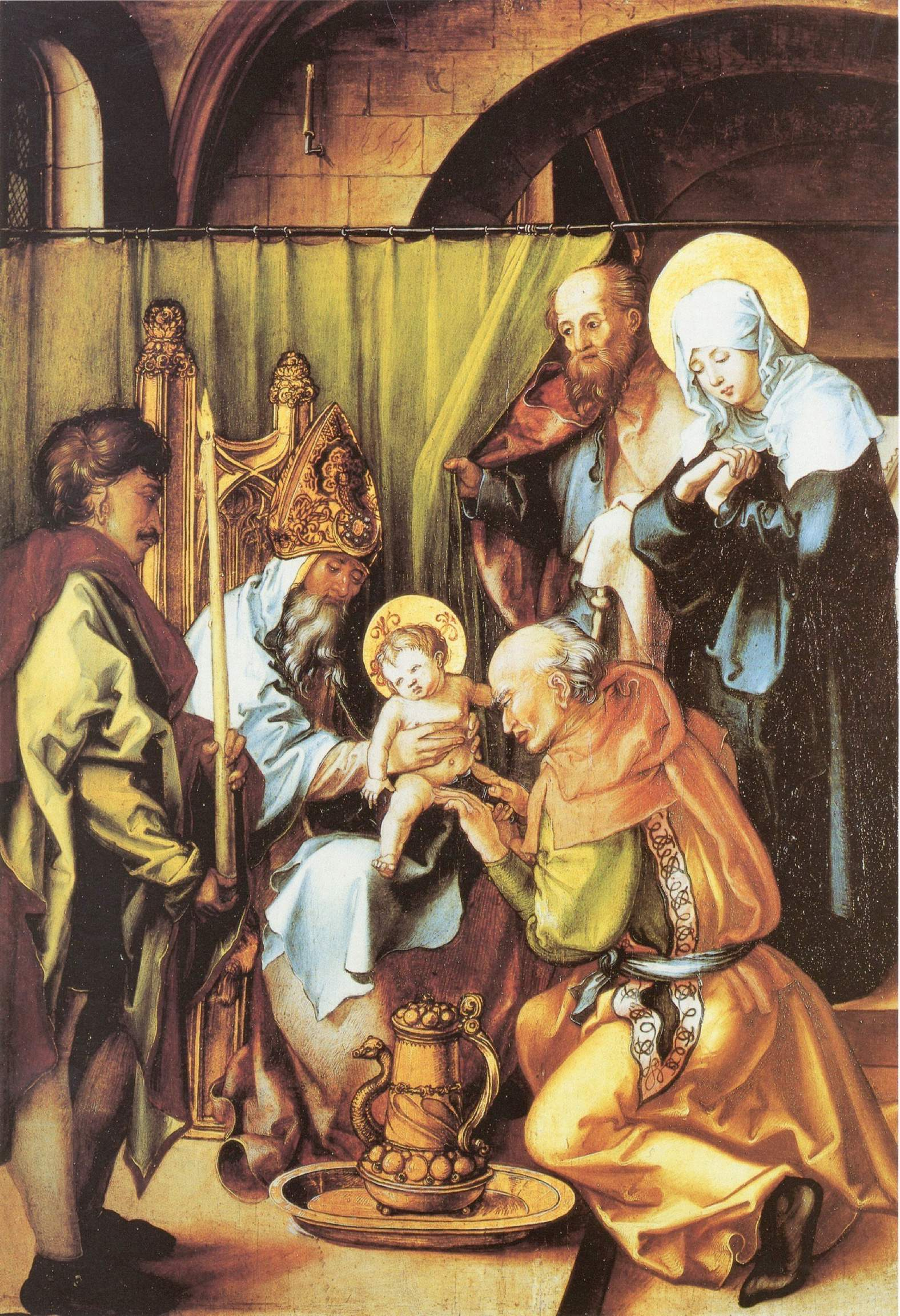
『割礼』、アルテ・マイスター絵画館
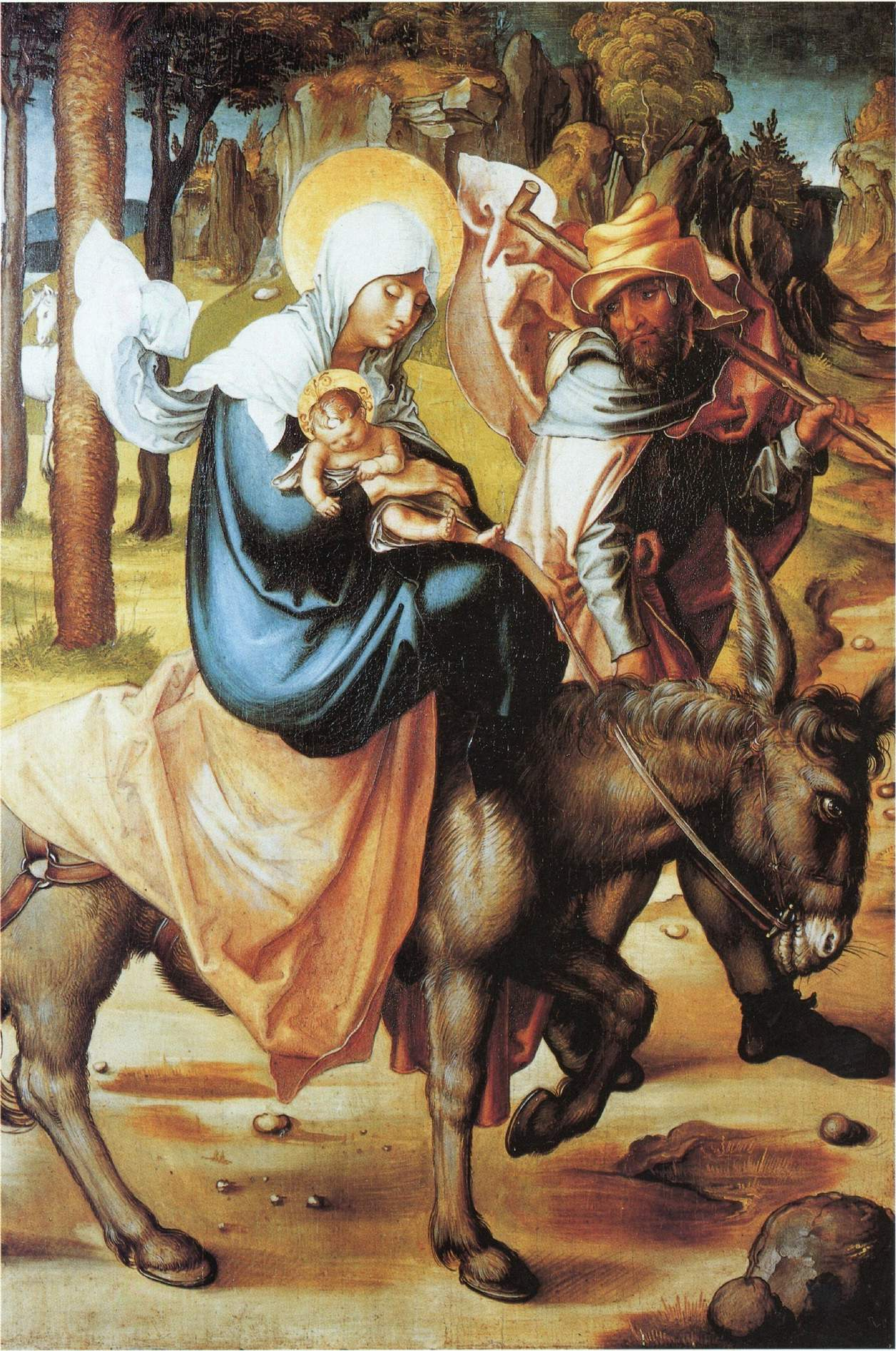
『エジプトへの逃避』、アルテ・マイスター絵画館
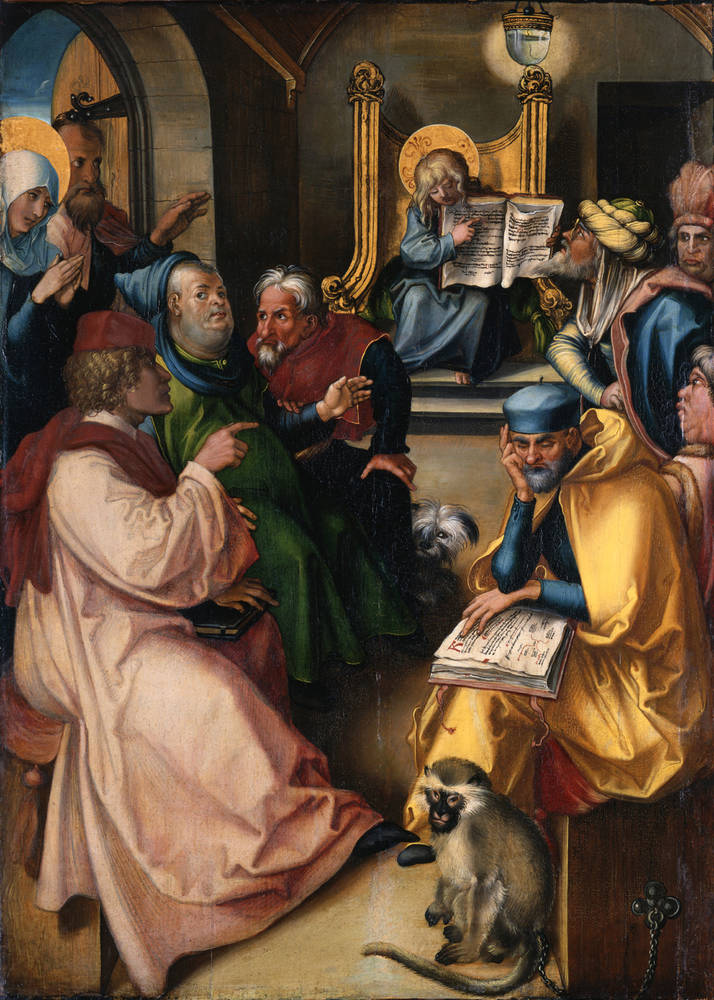
『博士たちの間のキリスト』、アルテ・マイスター絵画館
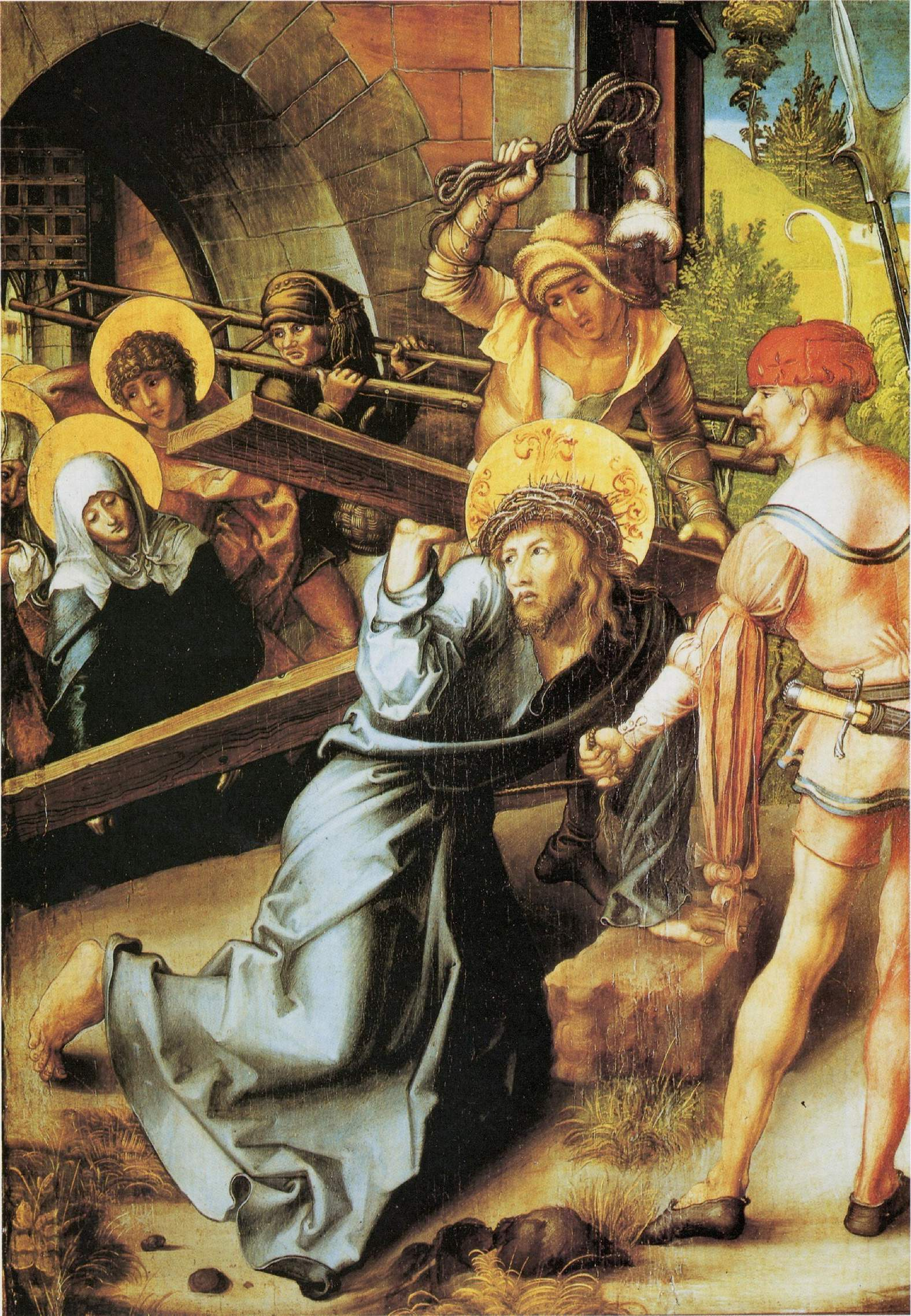
『十字架を担うキリスト』、アルテ・マイスター絵画館
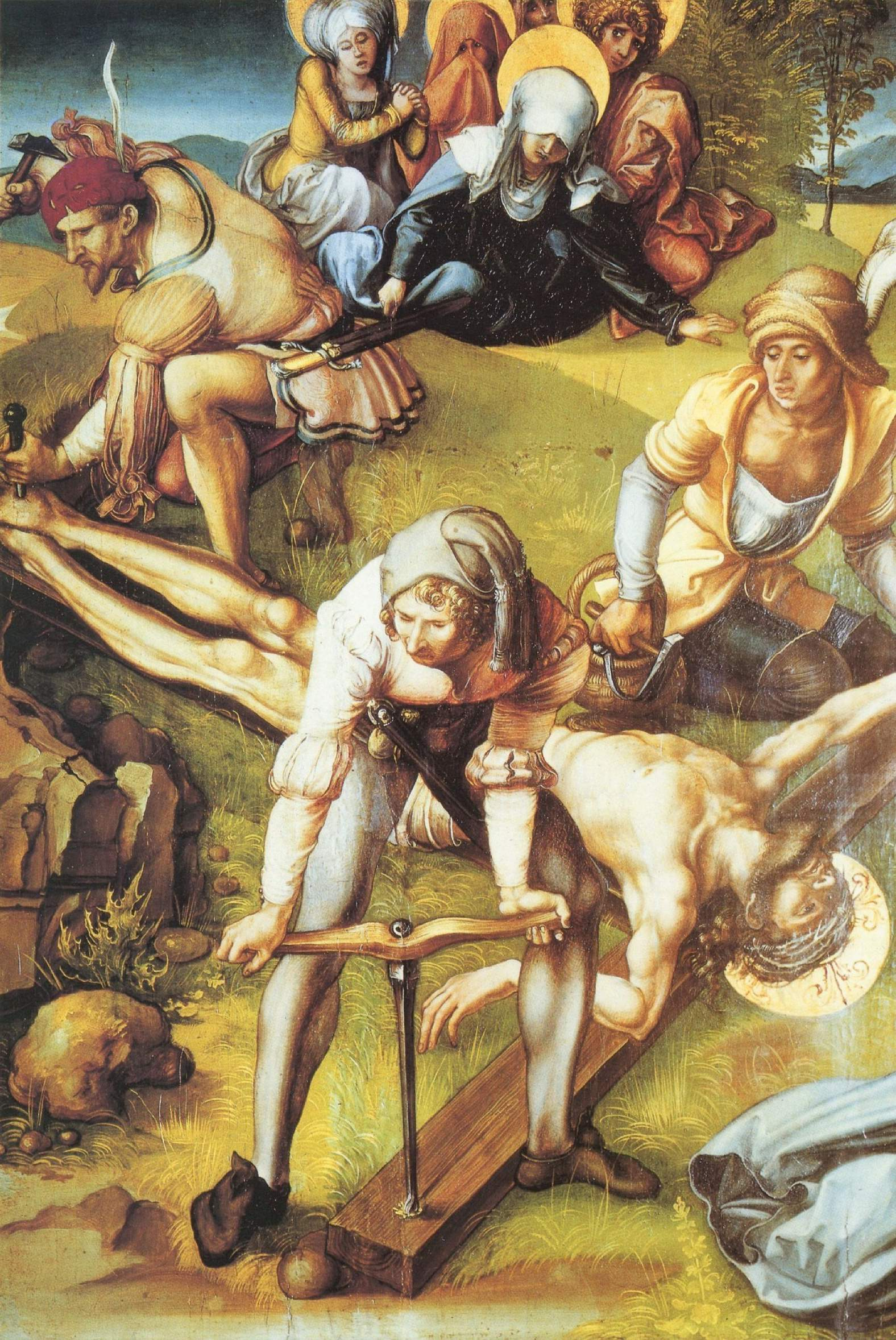
『十字架に付けられるキリスト』、アルテ・マイスター絵画館
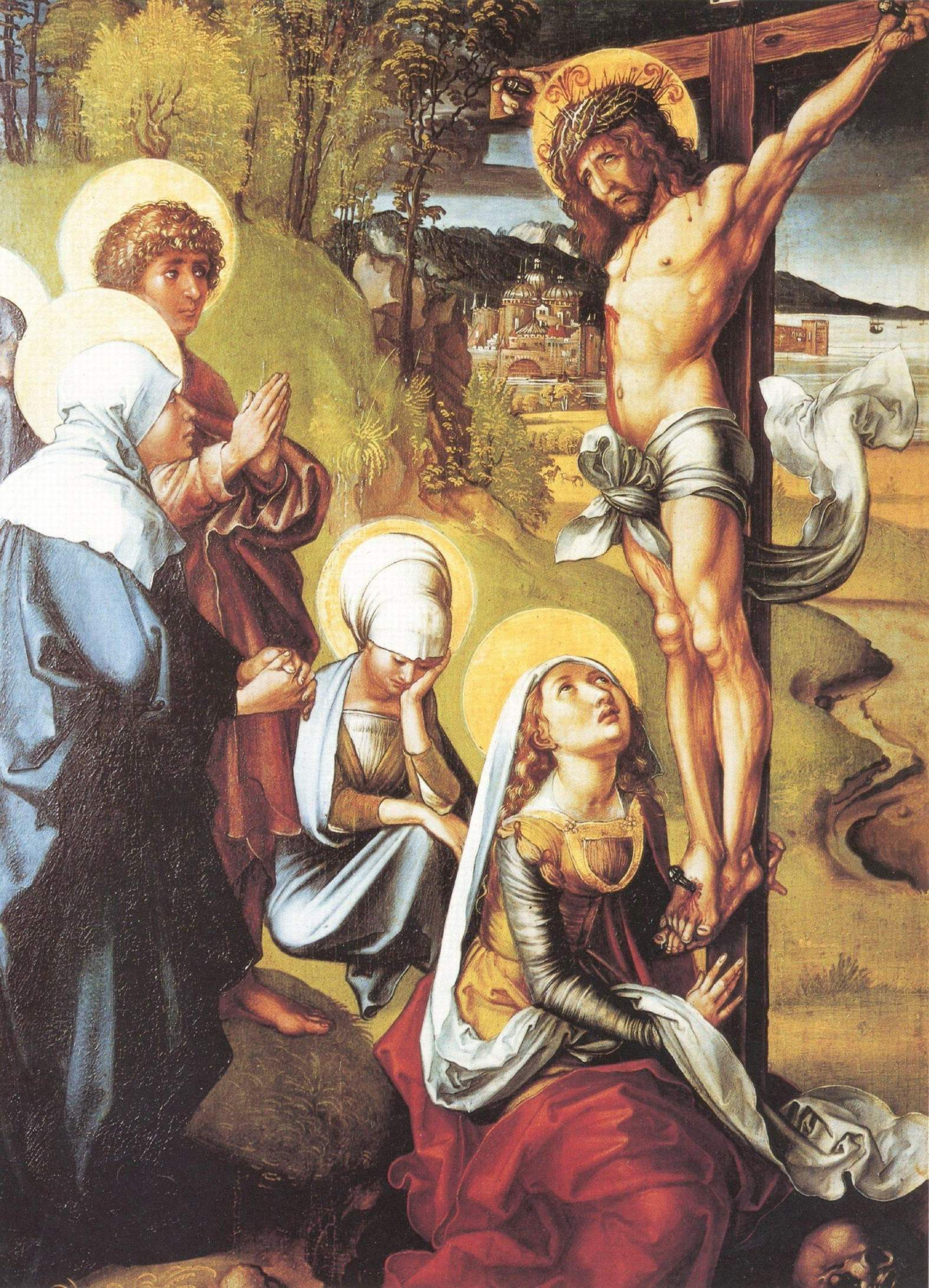
『磔刑』、アルテ・マイスター絵画館
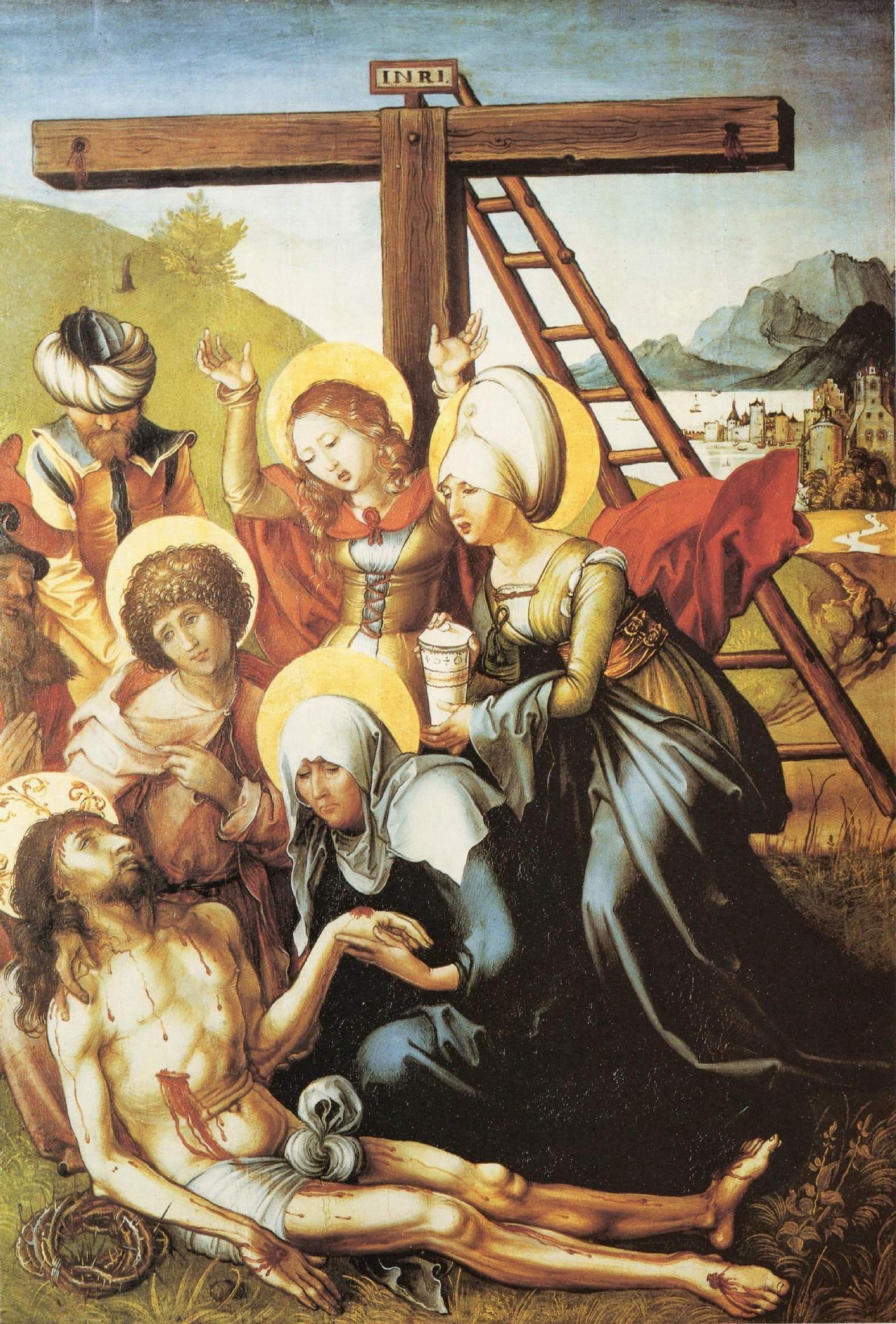
『キリストの哀悼』、アルテ・マイスター絵画館